# Elatostema procridioides
Elatostema procridioides es una especie de planta del género Elatostema, perteneciente a la familia Urticaceae.

## Taxonomía
Elatostema procridioides fue descrita por Hugh Algernon Weddell en 1869.

## Distribución
Se encuentra en el territorio este del Himalaya hasta el Tíbet y Birmania.